# فقه النفس
فقه النفس هو الفهم القوي بالطبع لمقاصد الكلام، والفقه لغة: الفهم، والفقيه: هو الذي صار الفقه له سجية، وفقيه النفس: شديد الفهم بالطبع لمقاصد الكلام، وفقه النفس في أمر ما هو: الصفة الممكن حصولها بالرياضة والممارسة حتى يكون الفقه سجية لفقيه النفس وملكة في نفسه، يستطيع من خلالها إدراك المعلومات من غير كلفة. قال أبو حامد الغزالي في المنخول: وفقه النفس لا بد منه وهو غريزة لا تتعلق بالاكتساب. وتطلق صفة فقه النفس لتحمل دلالة على معنى الخصوصية، ولا تكون هذه الخصوصية بحفظ الكتب ولا بكثرة قراءتها، لكنها تحصل بالممارسة على وجه مخصوص، بمعنى: أن فقه النفس ملكة وصفة يمكن وجودها في شخص وعدم وجودها في آخر. وهي صفة غريزية لا علاقة لها بالاكتساب، بمعنى أن هذه الصفة تكون فيه بالطبع، ولا تتأتى بالاكتساب، أي: أنها لا تحصل بكثرة القراءة في الكتب ولا بحفظها.

## الذكاء وفقه النفس
فقه النفس لا يقصد به معنى الذكاء، بمعنى أن فقيه النفس لا يعني بالضرورة أن يكون ذكيا، لكن الغالب حصول فقه النفس للمتصف بالذكاء الفطري، باعتبار أن الذكاء حينئذٍ يكون وسيلة للفهم، لكن لا يلزم من وجود الذكاء الفطري أن توجد معه صفة فقه النفس، فالذكي بالفطرة إذا لم يتعلم ولم يتفقه ولم يكن له دراية وخبرة معرفية؛ فلا يكون فقيه النفس، كما أن من لم يكن ذكيا بفطرته؛ يمكن أن يكون فقيه النفس بالتفقه والتعلم وطول الممارسة العلمية التي حصل له منها الفهم وصار بذلك فقيه النفس.

## استعمال
تستعمل كلمة فقه النفس بمعنى الصفة لفقيه النفس، الحاصلة في مجالات مختلفة من العلم، حيث يمكن التعبير عن ذلك بمعنى: الفهم الدقيق، والمعرفة الحاصلة بالخبرة العلمية وطول الممارسة والتجربة. ويمكن أن تكون صفة فقه النفس في أي نوع من أنواع العلم، لكن غلب استعمال هذه الصفة عند علماء الفقه على وجه الخصوص، حيث أنها تكون شرطا من شروط المفتي والمجتهد.

## في الفقه
قال ابن الصلاح: «وما لم يكن كذلك فعليه الإمساك عن الفتيا منه ومثل هذا يقع نادرا في مثل الفقيه المذكور إذا يبعد كما ذكر الإمام أبو المعالي الجويني أن يقع واقعة لم ينص على حكمها في المذهب ولا هي في معنى شيء في المنصوص عليه فيه من غير فرق ولا هي مندرجة تحت شيء من ضوابط المذهب المحررة فيه»
وقال: ثم إن هذا الفقيه لا يكون إلا فقيه النفس لأن تصوير المسائل على وجهها ثم نقل أحكامها بعد استتمام تصويرها جلياتها وخفياتها لا يقوم به إلا فقيه النفس ذو حظ من الفقه قلت وينبغي أن يكتفي في حفظ المذهب في هذه الحالة وفي الحالة التي قبلها بأن يكون المعظم على ذهنه لدرايته متمكنا من الوقوف على الباقي بالمطالعة أو ما يلتحق بها على القرب كما اكتفينا في اقسام الاجتهاد الثلاثة الأول بأن يكون المعظم على ذهنه ويتمكن من إدراك الباقي بالاجتهاد على القرب. وقال: وهذه أصناف المفتين وشروطهم وهي خمسة وما من صنف منها إلا ويشترط فيه حفظ المذهب وفقه النفس وذلك فيما عدا الصنف الأخير الذي هو أخسها بعدما يشترط في هذا القبيل، فمن انتصب في منصب الفتيا وتصدى لها وليس على صفة واحد من هذه الأصناف الخمسة فقد باء بأمر عظيم ألا يظن أولئك أنهم مبعوثون ليوم عظيم. ومن أراد التصدي للفتيا ظانا كونه من أهلها فليتهم نفسه وليتق الله ربه تبارك الله وتعالى ولا يجد عن الأخذ بالوثيقة لنفسه والنظر لها، ولقد قطع الإمام أبو المعالي وغيره بأن الاصولي الماهر المتصرف في الفقه لا يحل له الفتوى بمجرد ذلك ولو وقعت له في نفسه واقعة لزمه أن يستفتي غيره فيها ويلتحق به المتصرف النظار البحاث في الفقه من أئمة الخلاف وفحول المناظرين وهذا لأنه ليس أهلا لإدراك حكم الواقعة استقلالا لمقصور آلته ولا من مذهب إمام متقدم لعدم حفظه له وعدم إطلاعه عليه على الوجه المعتبر والله أعلم.

## أهمية فقه النفس
فقه النفس شرط من شروط المفتي؛ لأنه متحدث بلسان الشرع ولا يحق له ذلك إلا إذا كان فقيه النفس في الشرع، فلا يكفي علمه بالشرع بغير فقه النفس، فدراسة الطب مثلا لا تكفي لمعالجة المرضى إلا إن كان معها خبرة طبية، ولو نظرنا في أحكام الصبي والمجنون مثلا؛ لوجدنا فروقا بينها وبين أحكام الرشيد، بسبب القصور في الأهلية من الناحية الشرعية، ومثل هذا في كثير من الأمور التي يتطلب القيام بها حصول صفة معينة، مثل: تولي القضاء وتدبير شؤون الأفراد والمؤسسات الحكومية وما شابه ذلك فلا يتحقق المقصود من القيام بهذه المهام إلا بخبرة وقدرة على معالجة ما يعرض من المشكلات.

## حصول الصفة
قال أبو حامد الغزالي في المنخول: «وفقه النفس لا بد منه وهو غريزة لا تتعلق بالاكتساب». وهذه الصفة في الغالب تكون جبلِّية أي: توجد في الإنسان بالفطرة، كالذكاء والبلادة، وقد يبلغها الذكي بالحفظ، والدربة على الاقسية، واستنباط العلل، وإبداء المناسبات، وإبداء الفروق والموانع وإظهار الأشباه والنظائر. قال إمام الحرمين في «البرهان» «ثم يشترط وراء ذلك كله فقه النفس فهو رأس مال المجتهد، ولا يتأتى كسبه فإن جبل على ذلك فهو المراد، وإلا فلا يتأتى تحصيله بحفظ الكتب».

## اقتباسات
قال في جمع الجوامع: «فقيه النفس أي شديد الفهم بالطبع لمقاصد الكلام، لأن غيره لا يتأتى منه الاستنباط المقصود بالاجتهاد». قال العطار: قوله: «بالطبع» أخذه من إضافة فقيه للنفس أو من الفعل الذي هو فقه؛ لأنه من أفعال السجايا، وقوله «شديد» أخذه من مادة فقيه، وقوله: «الفهم» أخذه من معنى الفقه، وقوله «لمقاصد الكلام» متعلق بشديد الفهم اهـ 
قال أبو حامد الغزالي: «وكذلك من أراد أن يصير فقيه النفس فلا طريق له إلا أن يتعاطى أفعال الفقهاء من التكرار للفقه حتى تنعطف منه على قلبه صفة الفقه فيصر فقيه النفس».
قال أبو حامد الغزالي في المنخول: «وفقه النفس لا بد منه وهو غريزة لا تتعلق بالاكتساب». وقال الإمام المرداوي: وأن يكون فقيه النفس، أي: له قدرة على استخراج أحكام الفقه من أدلتها كما يعلم ذلك من حد الفقه -المتقدم أول الكتاب- فتضمن ذلك أن يكون عنده سجية وقوة يقتدر بها على التصرف بالجمع، والتفريق، والترتيب، والتصحيح، والإفساد؛ فإن ذلك ملاك صناعة الفقه. قال أبو حامد الغزالي: «إذا لم يتكلم الفقيه في مسألة لم يسمعها ككلامه في مسألة سمعها فليس بفقيه». ويشترط في المفتي المجتهد أن يكون فقيه النفس.

## انظرأيضا
- مصطلحات فقهية
- الاستنباط الفقهي